# Gregory Knowles
Gregory John Knowles –conocido como Greg Knowles– (Auckland, 10 de septiembre de 1963) es un deportista neozelandés que compitió en vela en la clase Flying Dutchman.
Ganó dos medallas de plata en el Campeonato Mundial de Flying Dutchman, en los años 1988 y 1992. Participó en dos Juegos Olímpicos de Verano, ocupando el quinto lugar en Seúl 1988 y el cuarto en Barcelona 1992, en la clase Flying Dutchman.

## Palmarés internacional
| \| Campeonato Mundial \| Campeonato Mundial \| Campeonato Mundial \| Campeonato Mundial \| \| Año \| Lugar \| Medalla \| Clase \| \| ------------------ \| ------------------------ \| ------------------ \| ------------------ \| \| 1988 \| Medemblik (Países Bajos) \| Medalla de plata \| Flying Dutchman \| \| 1992 \| Cádiz (España) \| Medalla de plata \| Flying Dutchman \| |                          |                  |                 |
| Campeonato Mundial |                          |                  |                 |
| Año | Lugar                    | Medalla          | Clase           |
| 1988 | Medemblik (Países Bajos) | Medalla de plata | Flying Dutchman |
| 1992 | Cádiz (España)           | Medalla de plata | Flying Dutchman |